# Edmundów (województwo wielkopolskie)
Edmundów – wieś w Polsce, w województwie wielkopolskim, w powiecie kolskim, w gminie Osiek Mały.
Do 31 grudnia 2023 miejscowość była częścią wsi Smólniki Osieckie.